# Heinrich Wilhelm Dove
Heinrich Wilhelm Dove (Liegnitz, Silésia, 6 de outubro de 1803 — Berlim, Alemanha, 4 de abril de 1879) foi um físico e neurologista prussiano.

## Vida
Dove nasceu em Liegnitz, no Reino da Prússia. Dove estudou história, filosofia e ciências naturais na Universidade de Breslau de 1821 a 1824. Em 1824 ele continuou sua educação na Universidade de Berlim, terminando em 1826. Em 1826, ele se tornou um Privatdozent e em 1828 um Professor extraordinarius em a Universidade de Königsberg. Em 1829, mudou-se para Berlim e lecionou no Friedrich Wilhelm Gymnasium.
Em 1845, ele se tornou Professor ordinarius na Friedrich-Wilhelms-Universität em Berlim, onde foi eleito reitor em 1858-1859, e novamente em 1871-1872. Em 1849, ele também se tornou diretor do Instituto Meteorológico da Prússia.
Durante sua carreira, ele publicou mais de 300 artigos, alguns dos quais se aprofundaram na física experimental. Ele também teve uma influência importante sobre a ciência da meteorologia, e foi considerado por alguns como um pioneiro neste campo; O foco meteorológico primário de Dove estava na climatologia, um campo pioneiro de Alexander von Humboldt.
Em 1828, Dove observou que os ciclones tropicais giram no sentido anti-horário no hemisfério norte, mas no sentido horário no hemisfério sul.
Dove também é considerado o descobridor do fenômeno das batidas binaurais, que ele descreve em seu trabalho em enxaimel Repertorium der Physik (Volume 3, 1839).  Ele inventou um aparelho polarizador, o indutor diferencial, cujo princípio foi usado pelos primeiros detectores de metal no século 20, e umpolariscópio rotacional.
Ele também estudou a distribuição do calor na superfície da Terra, o efeito do clima no crescimento das plantas e foi o primeiro a medir a força de uma corrente elétrica em um fio induzida por um campo magnético em colapso.
Fundado em 1846, Dove chefiou o Instituto Meteorológico de 1849 até sua morte. Ele está enterrado no cemitério da paróquia de St. Nicolai e St. Mary's em Berlim, Prenzlauer Berg, perto do Volkspark Friedrichshain. Seu túmulo foi dedicado à cidade de Berlim como um túmulo honorário até 2014.
Heinrich Wilhelm Dove casou-se com Luise O'Etzel (1810-1877), filha do general Franz August O'Etzel e sua esposa Elise Adelaide Hitzig. Eles tiveram quatro filhas e seis filhos, incluindo Alfred Dove (historiador), Richard Wilhelm Dove (canonista) e Heinrich Wilhelm Dove (jurista).

## Publicações
- 1837 bis 1849 Herausgeber des Periodikums Repertorium der Physik.
- Meteorologische Untersuchungen. Berlim (1837).
- Über die nichtperiodischen Änderungen der Temperaturverteilung auf der Oberfläche der Erde. 6 Teile. Berlim (1840–59).
- Über den Zusammenhang der Wärmeveränderungen der Atmosphäre mit der Entwicklung der Pflanzen. Berlim (1846).
- Temperaturtafeln. Berlim (1848).
- Verbreitung der Wärme auf der Oberfläche der Erde: erläutert durch Isothermen, thermische Isanomalen und Temperaturkurven. Berlim (1852).
- Die Monats- und Jahresisothermen in der Polarprojektion. Berlim (1864).
- Darstellung der Wärmeerscheinungen durch fünftägige Mittel. 3 Teile. Berlim (1856–70).
- Die Witterungserscheinungen des nördlichen Deutschlands: 1850–1863. Berlim (1864).
- Das Gesetz der Stürme. Berlim (1857).
- Die Stürme der gemäßigten Zone. Berlim (1863).
- Klimatologische Beiträge. 2 Teile. Berlim (1857–69).
- Klimatologie von Norddeutschland. 2 Teile. Berlim (1868–71).
- Eiszeit, Föhn und Sirocco. Berlim (1867).
- Der schweizerische Föhn. Berlim (1868).
- Über Maß und Messen. Berlim (1835).
- Untersuchungen im Gebiete der Induktionselectricität. Berlim (1843).
- Über Wirkungen aus der Ferne. Berlim (1845).
- Über Electricität. Berlim (1848).
- Darstellung der Farbenlehre. Berlim (1853).
- Optische Studien. Berlim (1859).
- Anwendung des Stereoskops, um falsches von echtem Papiergeld zu unterscheiden. Berlim (1859).
- Der Kreislauf des Wassers auf der Oberfläche der Erde. Berlim (1866).
- Gedächtnisrede auf Alexander von Humboldt. Berlim (1869).